# Isthmiade parabraconides
Isthmiade parabraconides là một loài bọ cánh cứng trong họ Cerambycidae.